# ميرا أندريفا
ميرا أندريفا (بالإنجليزية: Mirra Aleksandrovna Andreeva) (الروسية: Мирра Александровна Андреева)، من مواليد 29 أبريل 2007، هي لاعبة كرة مضرب روسية ولديها تصنيف فردي من قبل اتحاد لاعبات التنس المحترفات رقم 143؛ الذي تم تحقيقه في 22 مايو 2023.

## الحياة المهنية

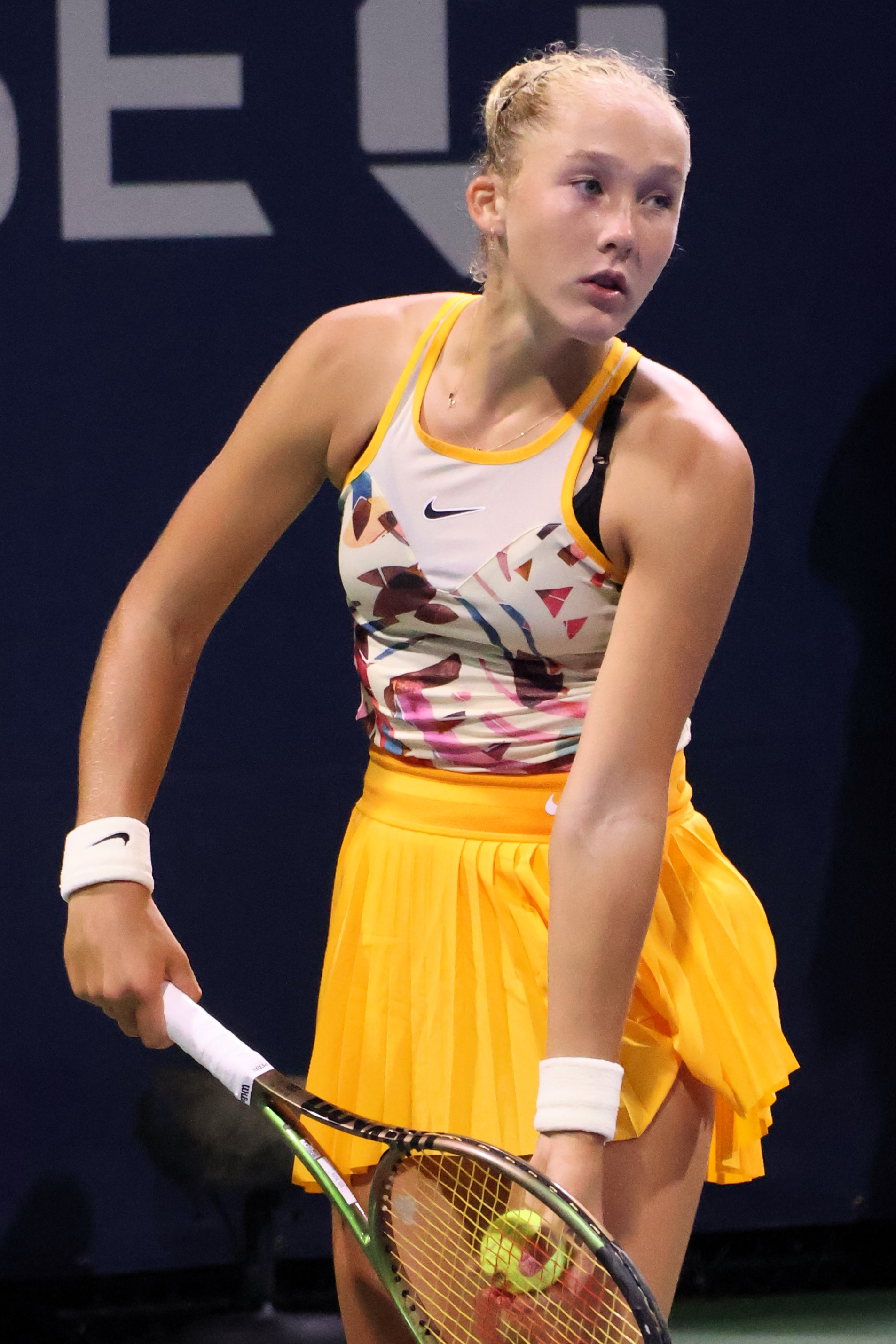
ميرا أندريفا تلعب في الجولة الأولى من بطولة الولايات المتحدة المفتوحة 2023

شاركت أندريفا في السحب الرئيسي لجولة اتحاد لاعبات التنس المحترفات في بطولة 2022 ياسمين المفتوحة، بعد حصولها على بطاقة بدل لحدث الفردي.في يناير 2023 ، وصلت إلى نهائي بطولة أستراليا المفتوحة للناشئين ، وخسرت في النهاية أمام شريكتها الزوجي ألينا كورنيفا .
في 15 ، في المرتبة رقم 194 ، تلقت أندريفا بطاقة البدل في القرعة الرئيسية لبطولة ( WTA 1000-2023 Mutua Madrid Open) وفازت بأول مباراة لها في (WTA) ضد ليلى آني فرنانديز؛ وبهذا الانتصار، أصبحت ثالث أصغر لاعبة تفوز بمباراة في القرعة الرئيسية في بطولة WTA) 1000) ، خلف كوكو غوف وسيسي بيليس.
علاوة على ذلك، كانت أندريفا هي ثاني لاعبة تبلغ من العمر 15 عامًا تهزم أحد أفضل 50 خصمًا في بطولة (WTA 1000) ، وكانت بيليس هي الأولى في عام 2015. ومن ثم هزمت المصنفة 13 بياتريس حداد مايا ، لتحقق فوزها الأول في قائمة أفضل 20 وتصل إلى الدور الثالث، لتصبح سابع أصغر لاعبة منذ عام 2000 تهزم أحد أفضل 20 خصمًا قبل سن السادسة عشرة.
في عيد ميلادها السادس عشر، سجلت فوزها الاحترافي السادس عشر على لاعبة أخرى من أفضل 20 لاعبة ، المصنفة 17 ماجدا لينيت لتصل إلى دور الـ16. بعد ذلك، خسرت أمام البطلة النهائية أرينا سابالينكا لذلك انتقلت أندريفا إلى أكثر من 50 مركزًا إلى أعلى 150 مرتبة في التصنيف العالمي رقم 146 في 8 مايو 2023.
تأهلت إلى السحب الرئيسي في المرتبة رقم 143 لظهورها الأول في جراند سلام في بطولة فرنسا المفتوحة لعام 2023 .
ومن ثم هزمت أليسون ريسك مسجلة فوزها الأول الرائد، بعد ذلك هزمت البدل ديان باري لتصل إلى الدور الثالث لأول مرة في ميجور. ونتيجة لذلك، أصبحت أصغر لاعبة تصل إلى هذا الإنجاز منذ سيسيل كاراتانشيفا البالغة من العمر 15 عامًا في عام 2005 واللاعبة السابعة خلال الثلاثين عامًا الماضية التي وصلت إلى تلك المرحلة في رولان جاروس قبل بلوغ 17 عامًا.
أصبحت أيضًا أصغر لاعبة في قائمة أفضل 100لاعب بعد أن تقدمت 45 مركزًا في تصنيفات اتحاد لاعبات التنس المحترفات، على الرغم من فوزه بالمجموعة الأولى ، خسرت أندريفا أمام المصنف السادس كوكو غوف في الجولة الثالثة.

## الحياة الشخصية
شقيقتها إيريكا أندريفا هي أيضًا لاعبة تنس. كلاهما من كراسنويارسك ، لكنهما انتقلا إلى موسكو للتدريب.

## روابط خارجية
- ميرا أندريفا في موقع الاتحاد الدولي لكرة المضرب